# Духовное преображение
Духовная трансформация предполагает коренное изменение священной или духовной жизни человека.
Психологи исследуют духовную трансформацию в контексте системы смыслов человека, особенно в отношении понятий священного или высшей важности. Две наиболее полные трактовки этого понятия в психологии дают Кеннет Паргамент и Раймонд Палуциан.
Паргамент считает, что «по своей сути духовная трансформация относится к фундаментальному изменению места священного или характера священного в жизни человека. Духовное преображение можно понять в терминах новых конфигураций стремлений» (с. 18).
Палуциан предполагает, что «духовная трансформация представляет собой изменение системы смыслов, которую человек считает основой для самоопределения, интерпретации жизни, а также всеобъемлющих целей и конечных интересов» (стр. 334).
Одна из школ подчеркивает важность «строгой самодисциплины» в духовной трансформации.

## Исследования
Институт Metanexus (основан в 1997 г.) в Нью-Йорке спонсировал научные исследования в области духовной трансформации.

## Терминология
Появление фразы «духовное преображение» в Google Книгах предполагает всплеск популярности этой концепции в конце 20 века.